# Миролюбово (Курська область)
Миролюбово (рос. Миролюбово) — присілок в Фатезькому районі Курської області Російської Федерації.
Населення становить 382 особи. Входить до складу муніципального утворення Верхньохотемльська сільрада.

## Історія
Населений пункт розташований на території українського етнічного та культурного краю Східна Слобожанщина.
Від 2004 року входить до складу муніципального утворення Верхньохотемльська сільрада.

## Населення
| 1862 | 1877 | 1979 | 2002 | 2010 |
| ---- | ---- | ---- | ---- | ---- |
| 712  | ↘655 | ↗745 | ↘471 | ↘382 |